# Ronald Berry
Pour les articles homonymes, voir Berry (homonymie).
 (mai 2019).
Ronald « Ron » Berry, né le 3 mai 1917 à Kingston upon Hull et mort en septembre 2000, est un aviateur britannique de la Royal Air Force (RAF).
Durant la bataille d'Angleterre pendant la Seconde Guerre mondiale, il a effectué plus de 400 missions de combat. Son principal fait d'arme est la destruction de trois Messerschmitt Bf 109 allemands en une journée,,.
À la mort de l'ancien Premier ministre du Royaume-Uni Winston Churchill en 1965, il est l'un des quatorze membres des « Few » choisis pour défiler à la tête de la procession funéraire,.
Il est fait Commandeur de l'ordre de l'Empire britannique en 1965 après avoir été intronisé dans l'ordre en 1946.

## Bibliographie

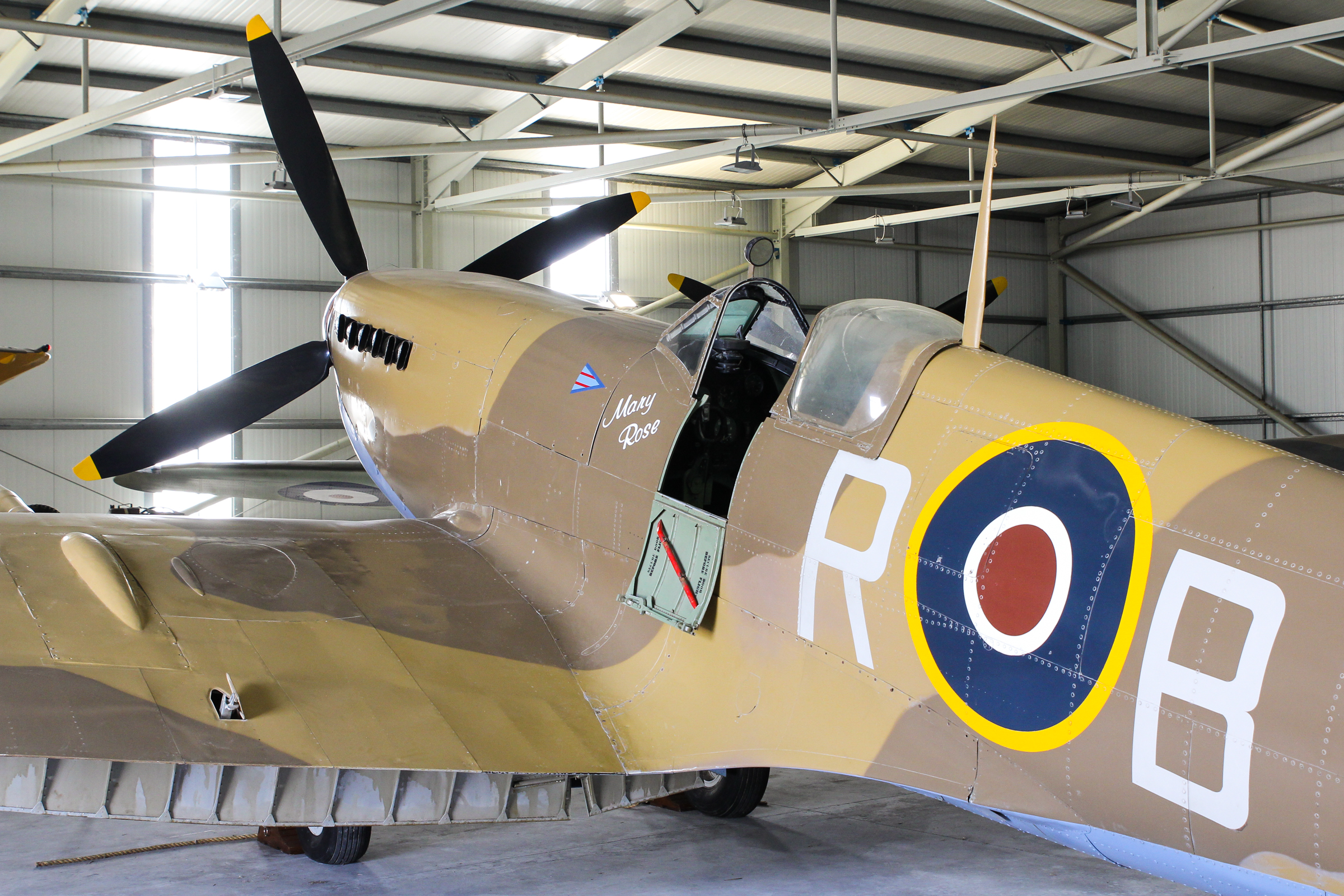
Un Spitfire exposé au et portant les initiales de Ronald Berry en sa mémoire.